# 大沢まりを
大沢まりを（おおさわ まりを、1980年 - ）は、日本の女優。福井県出身。株式会社エクサプローズプロモーション所属。

## 出演

### 【TV】
フジテレビ　直撃！シンソウ坂上「母、福田和子」
TBS「99.9　season2」第9話
TBS「きみが心に棲みついた」第6話
テレビ東京　「嫌われ監察官　音無一六SP」
日本テレビ「ゆとりですがなにか」

### 【CM】
- イトーキ　WEB-movie
- JTB　WEB-movie
- カーセンサー　WEB-movie
- 日清カップヌードル WEB-movie
- 山口県長門市ショートムービー第2弾
- マクドナルド「朝マック」
- オリックスクレジットVIP ローンカード
- ビオレu「ハンドソープ」
- 日経電子版TVCM 『「見えてきた？」オフィス育児』篇

### 【MV】
- サニーデイ・サービス「すべての若き動物たち」

### 【映画】
- 「偶然と想像」第3話　もう一度（清宮役）（監督　濱口竜介）

- 「わたしたちの家」（主演）（監督　清原惟）
- 「みんな！エスパーだよ！」（監督　園子温）
- 「ラブ＆ピース」（丸谷真理子役）（監督　園子温）
- 2014「ABC・オブ・デス2」（監督　園子温）
- KINEATTIC 企画「シアターオブ・ザ・デッド」（監督　川村清人）
- 「つやのよる　ある愛に関わった、女たちの物語」（監督　行定勲）
- 「東京戯曲」（一ノ瀬静役）（監督　平波亘）
- 「沈まない三つの家」（相模紗月役）（監督　中野量太）
- シネマインパクトVol2「サンライズ・サンセット」（監督　橋口亮輔）
- 「サイタマノラッパー３ ロードサイドの逃亡者」（監督　入江悠）
- 「ゆく人、くる人」（大澤役）（監督　天野千尋）
- 「新しい生活」（主演）（監督　 川村清人）
- 「わたしたちの家」（監督　清原惟）

### 【WEB-movie】
- 明治安田生命WEB-movie

### 【舞台】
- 東葛スポーツ「クラッシュ」（作・演出　金山寿甲）
- 寺山修司ノック展リーディング
- 「グレイテスト・ヒッツ・テラヤマ」（構成・演出　園子温）

他多数